# Confederación Nacional de Asociaciones de Ganado Vacuno Pirenaico
La Confederación Nacional de Asociaciones de Ganado Vacuno Pirenaico (acrónimo CONASPI) es una agrupación de entidades creada en 1986 por la unión de diversas asociaciones regionales para la defensa de la raza bovina Pirenaica.
El 7 de diciembre de 1988 fue reconocida oficialmente por el Ministerio de Agricultura, Alimentación y Medio Ambiente como Entidad Colaboradora para la gestión y control del libro genealógico y de comprobación de rendimientos de la raza bovina Pirenaica.

## Historia
Ante los problemas que sufría la raza bovina Pirenaica en los años 80, y dada la inquietud de los ganaderos navarros por el futuro de la cabaña, el 25 de marzo de 1985 se creó la Asociación de Criadores de Ganado Vacuno Pirenaico de Navarra (ASPINA) al amparo de la Ley 19/77, de 1 de abril, reguladora del derecho de asociación sindical. Posteriormente se fueron creando asociaciones semejantes en otras regiones como ASGAPIR en Vizcaya, HEBE en Guipúzcoa, ARPIEL en Álava, ASAPI en Huesca y ASPIC en Cataluña. El 20 de noviembre de 1986, todas estas asociaciones regionales se integraron en una Confederación Nacional: La Confederación Nacional de Asociaciones de Ganado Vacuno Pirenaico o CONASPI. En 2006, se incorporó una nueva asociación, la ASPICAN de Cantabria. Tras la confederación de las citadas asociaciones, se elaboró una nueva Reglamentación del Libro Genealógico y se planteó un nuevo Programa de Mejora Genética, que se envió también al Ministerio de Agricultura, Alimentación y Medio Ambiente (MAGRAMA), y cuya aprobación oficial se llevó a cabo mediante en la Orden de 26 de febrero de 1988 (BOE n.º 65 del 16/03/1988).

## Sede
Actualmente, la Confederación Nacional de Asociaciones de Ganado Vacuno Pirenaico tiene su sede en la calle Paraje El Soto de Iza (Navarra).

## Objetivos
Aunque cada asociación regional tiene unos objetivos más específicos, los objetivos que persigue la Confederación Nacional de Asociaciones de Ganado Vacuno Pirenaico con carácter general son:
- Velar por la pureza y selección de la raza pirenaica promoviendo su expansión.
- Creación del libro genealógico y de comprobación de rendimientos y colaborar en su posterior gestión y desarrollo.

## Características

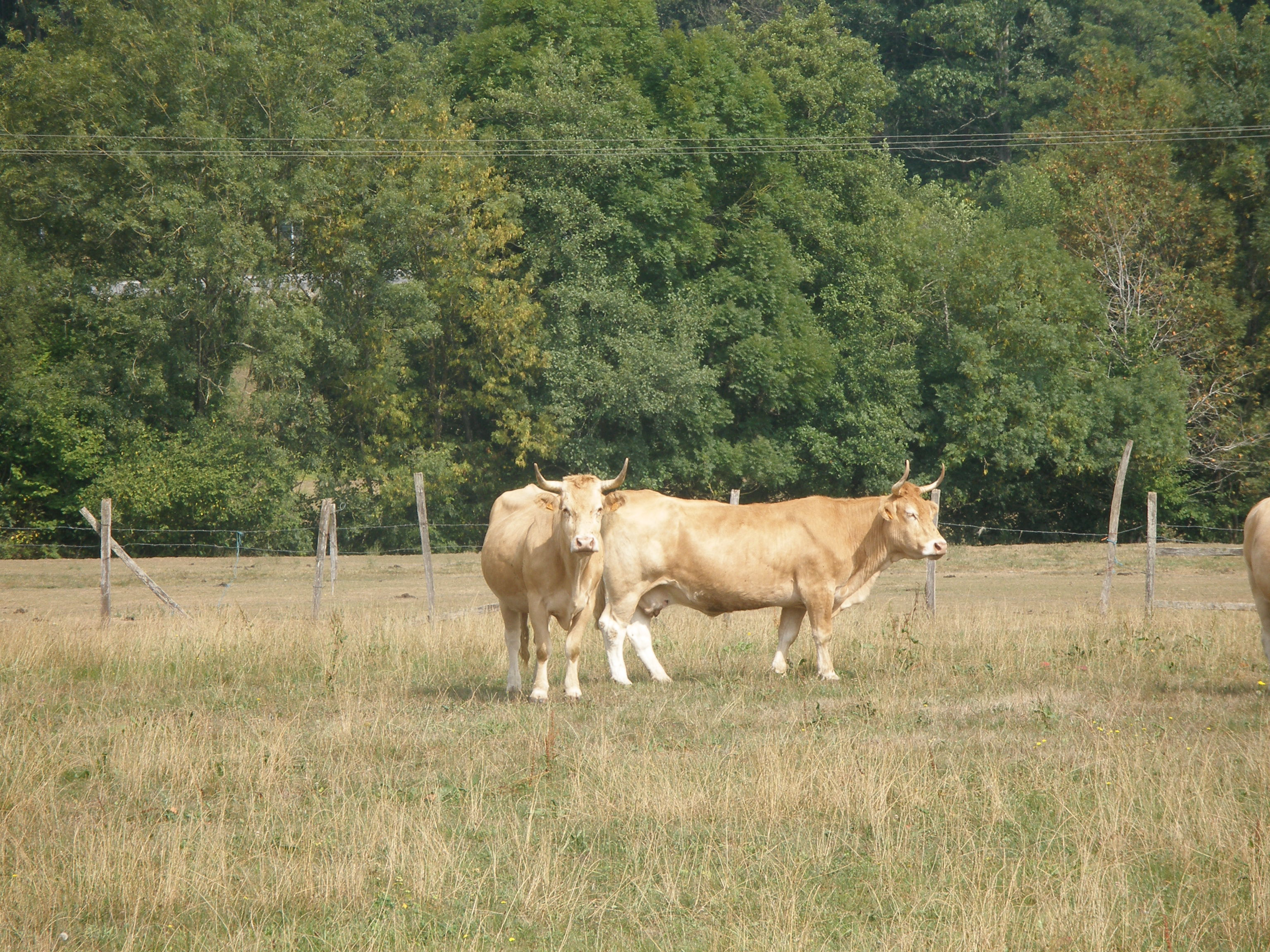
Fotografía de dos ejemplares bovinos de la raza pirenaica.

### Actividades

#### Funciones principales
Las principales labores que realiza la Confederación Nacional de Asociaciones de Ganado Vacuno Pirenaico son las siguientes:
- Control del libro genealógico.
- Calificación morfológica.
- Control de rendimientos y mejora genética.
- Centro de recría y selección de sementales.
- Recría de novillas.

#### Otras acciones
Además de las citadas, la Confederación Nacional de Asociaciones de Ganado Vacuno Pirenaico realiza actividades tales como pruebas de paternidad, cursos de formación o certámenes ganaderos entre otras, destacando por ejemplo el Concurso-Subasta Nacional de Ganado Selecto de Vacuno Pirenaico que se realiza en el Valle del Baztán.

### Colaboraciones
Este organismo colabora con diversos centros de formación y centros tecnológicos como por ejemplo la Universidad de Zaragoza, la Universidad Pública de Navarra, la Universidad del País Vasco, el Centro de Investigación y Tecnología Agroalimentaria de Aragón o el Instituto Navarro de Tecnologías e Infraestructuras Agroalimentarias entre otros,  teniendo a su vez como centro de referencia el Centro Nacional de Selección y Reproducción Animal (CENSYRA) de Movera (Zaragoza).

## Estructura organizativa
Está compuesta por tres grupos, y son:
- Los órganos colegiados: Se compone por la Junta General y la Comisión Ejecutiva.
- Los órganos personales: Está compuesto por el presidente de CONASPI, dos vicepresidentes, un secretario y el tesorero.
- Los medios: Compuesto por el personal laboral y los medios empleados y económicos.

## Las asociaciones regionales
Tal y como ya se ha indicado anteriormente, la Confederación Nacional de Asociaciones de Ganado Vacuno Pirenaico está integrada por diversas asociaciones regionales, las cuales son las que se citan a continuación:
- En Navarra, la Asociación de Criadores de Ganado Vacuno Pirenaico de Navarra (ASPINA).
- En Aragón, y más concretamente en Movera, está la Asociación del Ganado Vacuno Pirenaico en Aragón (ASAPI)
- En Guipúzcoa se encuentra la asociación guipuzcoana de criadores de ganado bovino de raza Pirenaica, denominada Herri Behi Elkartea (HEBE).
- En Álava opera la Arabako Piriniar Arrazako Behi Hazleen Elkartea (ARPIEL).
- En Cataluña la asociación catalana se denomina Associació de Criadors de Vacú de Raça Pirenaica de Catalunya (ASPIC)
- La Asociación de Criadores de Ganado Vacuno Pirenaico de Cantabria (ASPICAN) es el nombre que recibe la organización de Cantabria, y cuya sede se encuentra en Torrelavega.
- La ASGAPIR en Vizcaya.

Además de los lugares donde existen las citadas asociaciones regionales, la Confederación Nacional de Asociaciones de Ganado Vacuno Pirenaico tiene también explotaciones en otras regiones de España como Burgos, Cáceres, Castellón, León, La Rioja, Madrid, Segovia, Soria y Palencia.